# Adama Traoré (ur. 28 czerwca 1995)
Adama Traoré (ur. 28 czerwca 1995) – malijski piłkarz grający na pozycji pomocnika w angielskim klubie Hull City oraz w reprezentacji Mali.

## Kariera klubowa
Urodzony w Bamako – stolicy Mali, Traoré rozpoczął swoją karierę grając w młodzieżowych drużynach Bamako JMG Academy. Później dołączył do grającej w najwyższej klasie rozgrywkowej Mali drużyny – AS Bakaridjan. W styczniu 2014 roku podpisał kontrakt z francuskim klubem Lille OSC i został natychmiast wypożyczony do drugoligowego zespołu Royal Mouscron-Péruwelz. Debiutu w Ligue 1 doczekał się 24 września 2014 w przegranym 1-0 meczu przeciwko OGC Nice. Swojego pierwszego gola dla Lille Traoré zdobył w meczu przeciwko Evian, 7 stycznia 2015. Ogółem w barwach Lille wystąpił w 23. spotkaniach w których zdobył dwie bramki.
Przed sezonem 2015/2016 przeniósł się do klubu AS Monaco. Według nieoficjalnych doniesień jego nowy klub wydał 14 milionów Euro na jego pozyskanie. 4 sierpnia 2015 roku zaliczył debiut w barwach nowego klubu, pojawiając się na boisku w 80. minucie meczu III rundy kwalifikacyjnej rozgrywek Ligi Mistrzów, przeciwko BSC Young Boys. W styczniu 2017 roku trafił na wypożyczenie do klubu Primeira Liga – Rio Ave FC. Po zakończeniu sezonu powrócił do klubu z Księstwa, gdzie duża liczba kontuzji pozwoliła mu rozegrać jedynie 9 meczów ligowych. W styczniu 2019 roku trafił na wypożyczenie do Cercle Brugge. 31 sierpnia 2019 roku trafił na wypożyczenie do końca sezonu do ligowego rywala AS Monaco – FC Metz.

## Kariera reprezentacyjna
Traoré został powołany do reprezentacji Mali do lat 20 na Mistrzostwa Świata U-20 w Piłce Nożnej 2015 w Nowej Zelandii. Podczas turnieju zdobył 4 bramki, a przy trzech asystował, co pomogło jego reprezentacji zająć 3. miejsce w tym turnieju, a on sam został uhonorowany nagrodą Adidas Golden Ball dla najlepszego zawodnika turnieju.
W seniorskiej reprezentacji zadebiutował 9 października 2015 roku w towarzyskim meczu przeciwko reprezentacji Burkina Faso. Pierwsze trafienie w kadrze zanotował 4 września 2016 roku w meczu eliminacji do Pucharu Narodów Afryki 2017, przeciwko Beninowi. 4 stycznia 2017 roku został powołany do kadry na turniej o Puchar Narodów Afryki 2017 w Gabonie. Nie wystąpił w żadnym spotkaniu turnieju. Dwa lata później również znalazł się w kadrze na Puchar Narodów Afryki.